# Коловратки
Коловра́тки (лат. Rotifera) — тип первичноротых животных, ранее относимых к группе первичнополостных червей. Основным характерным признаком является наличие так называемого коловращательного аппарата — ресничного образования на переднем конце тела, который используется для питания и движения.
Известно около 1500 видов коловраток, в России — около 600 видов. В основном это пресноводные обитатели, но они водятся также в море и влажных почвах. Большинство коловраток свободноподвижные, но есть и прикреплённые формы. Подавляющее большинство видов свободноживущие, но встречаются также паразиты и комменсалы.
По размеру коловратки не превышают 2 мм (в среднем гораздо меньше). Представитель этого типа Ascomorpha minima — самое мелкое многоклеточное животное, размер его составляет около 40 микрон. В связи с малыми размерами ткани часто приобретают синцитиальное строение.
Для типа в целом характерна эутелия — постоянство клеточного состава, то есть постоянное число клеток у всех особей одного вида.
Некоторые коловратки способны впадать в длительный криптобиоз и пребывать в таком состоянии тысячи лет.

## Строение
На переднем конце тела расположен коловращательный аппарат. Он в простейшем варианте состоит из двух венчиков ресничек (трохус (передний) и цингулюм (задний)) и ресничного поля между ними. Головной отдел может втягиваться с помощью специальных мышц-ретракторов.
Туловище содержит большую часть внутренних органов. На его конце, над основанием ноги расположено отверстие клоаки.
Нога — это мускулистый вырост тела, позволяющий коловраткам ползать. На конце ноги располагается пара «пальцев», в основании которых открываются цементные железы: таким образом, с их помощью животное может прикрепляться к субстрату.

### Покровы и мускулатура
Покровы представлены синцитием, на периферии которого располагается терминальная сеть из актиноподобных филаментов. На поверхности расположен слой гликокаликса, который может иногда достигать значительной толщины. Синцитий подстилает базальная пластинка, под ней находится первичная полость тела.
Кожно-мускульный мешок у коловраток отсутствует, имеются отдельные, большей частью поперечнополосатые мышечные волокна.

### Пищеварительная система
Ротовое отверстие расположено на брюшной стороне между венчиками ресничек коловращательного аппарата. Оно ведёт в ротовую полость и затем в мускулистую глотку (мастакс) с характерным для коловраток жевательным аппаратом, образованным «зубами» из полисахаридов (у хищных форм они могут выдвигаться). В глотку открываются слюнные железы. За глоткой идёт пищевод, а за ним — энтодермальный желудок, в переднюю часть которого открываются пищеварительные железы. Желудок соединяется со средней кишкой, клетки которой несут длинные реснички. Дальше располагается задняя кишка с анальным отверстием (фактически она является клоакой, поскольку в неё впадают протоки половой и выделительной системы). Некоторые коловратки (2 рода) могут вторично терять заднюю кишку.

### Выделительная система
Выделительная система представлена протонефридиями (от 4 до 50 циртоцитов); их протоки впадают в мочевой пузырёк, который открывается в клоаку.

### Нервная система
Присутствует один выраженный надглоточный ганглий, от которого идут нервные стволы к разным органам; но также могут быть нервные скопления в районе ноги и половой системы.
Основными органами чувств являются головные щупальца — конические бугорки с пучком ресничек на вершине. В общем случае их три: пара вентральных и непарное дорсальное (теменное).
В районе надглоточного ганглия у большинства имеются 1 или 2 фоторецептора инвертированного типа, строение которых достаточно примитивно (только у немногих имеется подобие стекловидного тела).

## Размножение и развитие
Коловратки раздельнополы. Половая система самки представлена цельным (подкласс Monogononta) или двулопастным (подкласс Bdelloidea=Digononta) яичником, лежащим в задней части тела, под кишкой. Яичник подразделён на часть собственно продуцирующую яйцеклетки и желточник. От яичника отходит короткий яйцевод, впадающий в клоаку. Самцы обладают единственным семенником; от него отходит семяпровод, дистальная часть которого проходит в выворачивающемся копулятивном органе.
В разных систематических группах коловраток половой диморфизм выражен по-разному. Так у представителей класса Pararotatoria самцы и самки не слишком различаются по внешнему виду. Напротив, у коловраток из подкласса Monogononta самцы карликовые, не питающиеся, и из внутренних органов у них представлена только гонада. 
Долгое время считалось, что представители подкласса Bdelloidea полностью отказались от оплодотворения несколько десятков миллионов лет назад, а их размножение идёт только путём партеногенеза, однако в 2020 году было доказано, что это не так.
Развитие прямое, без метаморфоза. Дробление очень рано становится билатерально-симметричным. После периода эмбрионального развития клетки перестают делиться — с этим связано постоянство клеточного состава коловраток (также из-за этого у коловраток отсутствует способность к регенерации).

## Жизненный цикл
(на примере класса Monogononta)
Жизненный цикл представляет собой гетерогонию, то есть чередование партеногенетического и полового размножения.
В стабильных, благоприятных условиях в популяции присутствуют только самки, которые размножаются партеногенезом, то есть производя на свет таких же самок. В неблагоприятных же условиях (например, угроза пересыхания водоёма, приближение морозов) появляются гаплоидные самцы, оплодотворяющие самок, в результате чего образуются «зимние» или покоящиеся яйца с толстой защитной оболочкой. Из этих яиц выходят впоследствии (при наступлении благоприятных условий) партеногенетические самки, и цикл повторяется.
Некоторые классы коловраток (например, бделлоидные — Bdelloidea) десятки миллионов лет обходятся без полового размножения. Удивительно, но в отсутствие этого важнейшего, как традиционно считается, фактора изменчивости эти классы обогащаются десятками новых видов. Предположительно — из-за способности использования генов других мелких существ (горизонтальный перенос генов).

## Классификация

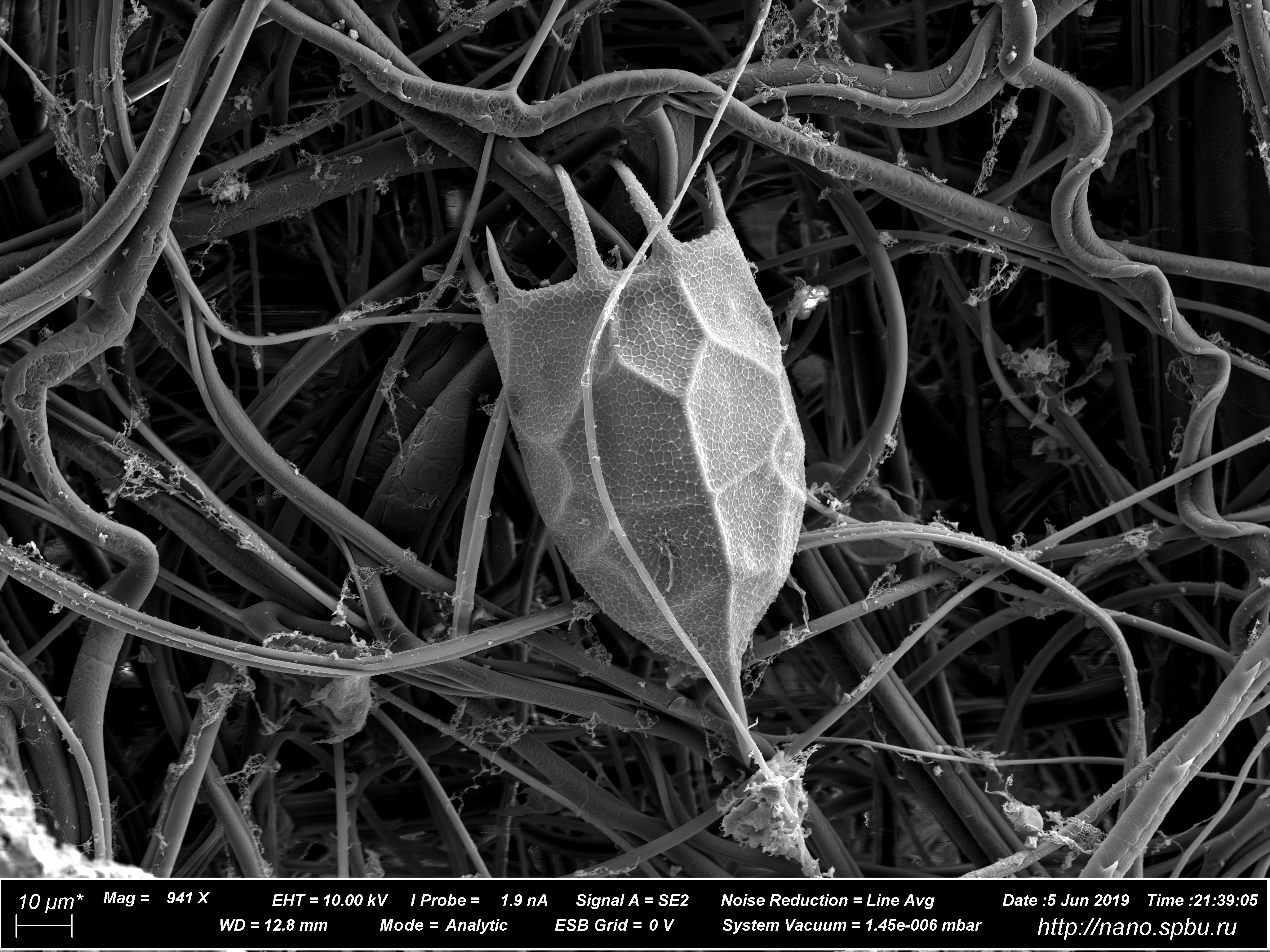
Локула коловратки Keratella cochlearis, снимок электронного сканирующего микроскопа.
Фотография — победитель (III место) Конкурса научных фотографий 2020 «Вики-наука» в номинации «Микроизображения»

В типе выделяют следующие таксоны до отряда включительно:
- Класс Eurotatoria
  - Подкласс Bdelloidea (3 семейства, возможный синоним — Digononta)
  - Подкласс Monogononta
    - Надотряд Gnesiotrocha
      - Отряд Collothecaceae (1 семейство)
      - Отряд Flosculariaceae (5 семейств)

    - Надотряд Pseudotrocha
      - Отряд Ploima (16 семейств)
- Класс Pararotatoria [syn. Seisonidea]

- Отряд Seisonacea (1 семейство)